# Mark Rendall
Mark Rendall (* 21. Oktober 1988 in Toronto) ist ein kanadischer Schauspieler und Synchronsprecher.

## Persönliches
Rendalls Großeltern väterlicherseits waren jüdische Immigranten aus Rumänien, sein Vater ist jüdisch und seine Mutter Christin. Rendall nimmt an Feiertagen beider Religionen teil. Er hat zwei ältere Brüder.

## Karriere
Rendall begann seine Karriere im Film und Fernsehen als Kinderstar zu Beginn des 21. Jahrhunderts. So spielte er unter anderem Bastian Bux in der Fernsehserie zu Die unendliche Geschichte und Hauptrollen in den Filmen Die Pferde des Himmels, The Interrogation of Michael Crowe und Childstar sowie in den Fernsehserien ReGenesis und Revelations. Mit verschiedenen Filmen wurde er für kanadische Kinderschauspielerpreise nominiert. Als Synchronsprecher sprach er Hauptrollen in Kinderzeichentrick- und -animationsserien wie Erdferkel Arthur und seine Freunde, Time Warp Trio und Die Wayside Schule.
2014 spielte er in Transporter: Die Serie, 2017 in der zweiten Staffel von Versailles und seit 2019 in Departure.
Im August 2021 veröffentlichte Rendall mit Elliot Page eine EP namens Mark and Elliot von drei Liedern auf der Website Bandcamp.

## Filmografie (Auswahl)
- 2000: The War Next Door (Fernsehserie, 3 Episoden)
- 2001: Screech Owls (Fernsehserie, 1 Episode)
- 2001–2002: Die unendliche Geschichte: Die Abenteuer gehen weiter (Tales From the Neverending Story, Fernsehserie, 13 Episoden)
- 2001: The Impossible Elephant (Fernsehfilm)
- 2002: Das Scream-Team (The Scream Team, Fernsehfilm)
- 2002: Die Pferde des Himmels (Touching Wild Horses)
- 2002: The Interrogation of Michael Crowe (Fernsehfilm)
- 2002–2003: Erdferkel Arthur und seine Freunde (Arthur, Zeichentrickserie, 13 Episoden und 1 Film; Synchronstimme)
- 2003: Open House (Fernsehfilm)
- 2003: Blizzard – Das magische Rentier (Blizzard)
- 2003–2005: King (Zeichentrickserie, 36 Episoden; Synchronstimme)
- 2004: Zeit der Sieger (The Winning Season, Fernsehfilm)
- 2004: The Third Identity – Im Bann der Macht (A Different Loyalty)
- 2004: Childstar
- 2004–2005: ReGenesis (Fernsehserie, 7 Episoden)
- 2005: Revelations – Die Offenbarung (Revelations, Fernsehserie, 6 Episoden)
- 2005: Spirit Bear: The Simon Jackson Story
- 2005–2006: Time Warp Trio (Zeichentrickserie, 13 Episoden; Synchronstimme)
- 2006: Jane und der Drache (Jane and the Dragon, Animationsserie, 26 Episoden; Synchronstimme)
- 2007–2008: Die Wayside Schule (Wayside School, Animationsserie, 26 Episoden)
- 2007: Charlie Bartlett
- 2007: 30 Days of Night
- 2007: Seide (Silk)
- 2007–2013: SamSam (Animationsserie, 68 Episoden, Synchronstimme)
- 2009: Victoria Day
- 2009: The Exploding Girl
- 2009: My One and Only
- 2009: Year of the Carnivore
- 2013: Hannibal (Fernsehserie, 3 Episoden)
- 2014: Transporter: Die Serie (Transporter: The Series, Fernsehserie, 6 Episoden)
- 2016: The Other Half
- 2016: Die Geschichte der Liebe (The History of Love)
- 2017: Versailles (Fernsehserie, 8 Episoden)
- 2017: Shimmer Lake
- 2017: Murdoch Mysteries (Fernsehserie, 1 Folge)
- 2018: Die Stockholm Story – Geliebte Geisel (Stockholm)
- 2019–2022: Departure (Fernsehserie, 18 Episoden)
- 2020: Dead Still (Miniserie, 6 Episoden)
- 2020: No Good Deed (Fernsehfilm)
- 2023–2024: Transplant (Fernsehserie, 6 Episoden)
- 2024: The Apprentice – The Trump Story (The Apprentice)

## Nominierungen
- 2002 Gemini Awards: Beste Darstellung in einer Kinderserie, für Die unendliche Geschichte: Die Abenteuer gehen weiter (Tales From the Neverending Story, 2001)
- 2003 Young Artist Awards: Bester Hauptdarsteller in einem Spielfilm, für Die Pferde des Himmels (Touching Wild Horses, 2002)
- 2004 ACTRA Awards: Herausragende Leistung – männlich, für The Interrogation of Michael Crowe (2002)
- 2005 Vancouver Film Critics Circle: Bester Nebendarsteller – Kanadischer Film, für Childstar (2004)

- 2021 Canadian Screen Awards: Bester Hauptdarsteller in einem Fernsehfilm, für No Good Deed (2020)